# Exostema sanctae-luciae
Exostema sanctae-luciae är en måreväxtart som först beskrevs av Kentish, och fick sitt nu gällande namn av James Britten. Exostema sanctae-luciae ingår i släktet Exostema och familjen måreväxter. Inga underarter finns listade i Catalogue of Life.